# Wittingen
Wittingen ist eine Kleinstadt im Landkreis Gifhorn in Niedersachsen.

## Geografie

### Geografische Lage
Wittingen liegt im Nordosten des Landkreises Gifhorn an der Landesgrenze zu Sachsen-Anhalt. Die Stadt liegt zwischen der Lüneburger Heide und der Altmark. Das heutige Gebiet der Stadt Wittingen und der dazugehörigen Dörfer erstreckt sich über eine Fläche von 225,09 Quadratkilometern, wovon 7,8 % Siedlungs- und Verkehrsfläche sind. Nächstgelegene Städte sind Gifhorn (25 km entfernt), Wolfsburg (30 km), Uelzen (30 km), Celle (50 km) und Salzwedel (35 km) (alle Angaben sind gerundet und Luftlinien). Durch das Stadtgebiet verläuft die Elbe-Weser-Wasserscheide. Wittingens nördliche und westliche Ortsteile entwässern über Ise und Aller zur Weser. Durch das südöstliche Stadtgebiet fließt die Ohre. Sie ist ein Nebenfluss der Elbe; der Ortsteil Ohrdorf  wurde nach ihr benannt.

### Stadtgliederung
Die Stadt Wittingen ist eine Einheitsgemeinde und besteht aus den 26 Ortsteilen:
| - Boitzenhagen - Darrigsdorf - Erpensen - Eutzen - Gannerwinkel - Glüsingen (mit Mannhagen) - Hagen - Kakerbeck - Knesebeck | - Küstorf - Lüben (mit Rumstorf) - Mahnburg - Ohrdorf - Plastau - Rade - Radenbeck - Schneflingen - Stöcken | - Suderwittingen - Teschendorf - Transvaal - Vorhop - Wittingen (Kernstadt) - Wollerstorf - Wunderbüttel (mit Friedrichsmühle) - Zasenbeck |

Vorhop und Transvaal bilden zusammen eine Ortschaft, sodass es insgesamt 25 Ortschaften mit eigenem Ortsbürgermeister oder Ortsvorsteher gibt.

## Geschichte

### Gründung
Die erste Erwähnung Wittingens entstammt einer Urkunde aus dem Jahr 781, in der die Grenzen des Bistums Hildesheim beschrieben werden. Eine weitere frühe Erwähnung entstammt einer Urkunde Karls des Großen aus dem Jahr 803, in der die Grenzen des neuen Bistums Halberstadt genannt werden. Aus diesen Quellen kann jedoch nicht auf die tatsächliche Gründungszeit des Ortes geschlossen werden, da es in dieser Zeit bereits einen Gau namens Wittingau gab, so dass eine frühere Entstehungszeit angenommen werden kann.

### Mittelalter
Wittingen war im Mittelalter nicht nur Grenzort, sondern lag zudem verkehrsgünstig an der Grenze zur Altmark. Die Stadt war damit Handels- und Rastplatz für den Handel in Ost-West-Richtung. Im 9. Jahrhundert wurde durch das Bistum Halberstadt die Stephanus-Kirche errichtet. Bis zum Beginn des 13. Jahrhunderts hatte Wittingen die Stadtrechte erworben und wurde Miteigentümer der Lüneburger Münze. 1340 gelangte die Stadt aus dem Brandenburgischen in den Besitz der Welfen in Celle. Während der Hildesheimer Stiftsfehde wurde auch Wittingen im Jahr 1519 fast vollständig zerstört. Als Konsequenz wurde mit dem Bau von Befestigungsanlagen begonnen.

### Frühe Neuzeit bis zur Moderne

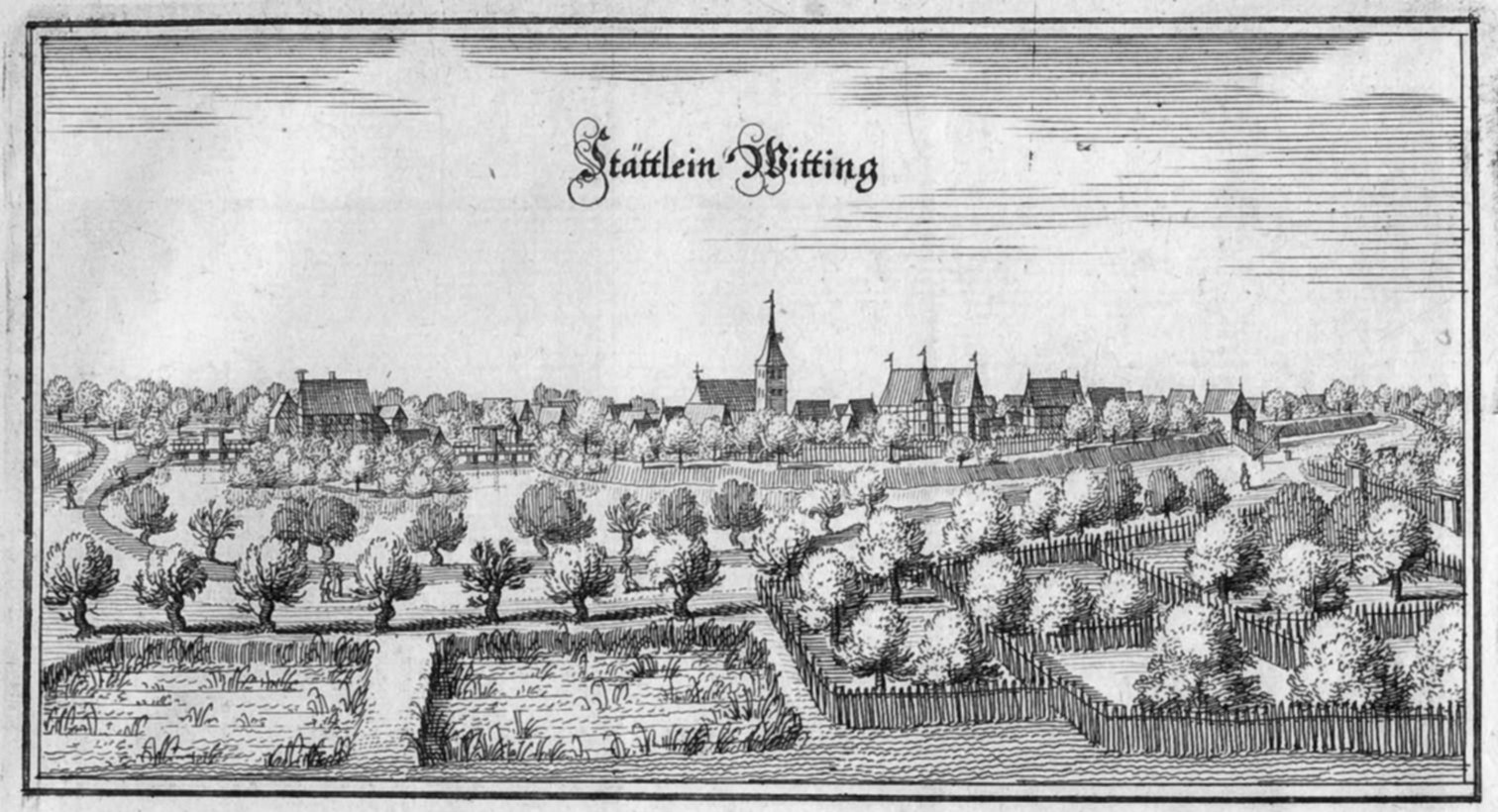
Merian-Stich um 1654

Im Laufe des Dreißigjährigen Krieges erlitt Wittingen durch Tributzahlungen Schaden. 1639 quartierten sich zudem zwei schwedische Regimenter in der Stadt ein. Während ihrer Anwesenheit wurde ein Großteil der Häuser durch eine Brandkatastrophe zerstört.
Während des Siebenjährigen Krieges wurde Wittingen von den Franzosen besetzt. Am 12. April 1792 brach um 20 Uhr in einem Haus am Markt eine Feuersbrunst aus, die sich trotz fast unmerklichem Nordostwind so schnell ausbreitete, dass 66 Wohnhäuser, ohne Nebengebäude, innerhalb einer Stunde abbrannten. Die meisten Einwohner waren bereits entkleidet und retteten nichts als was sie am Leibe hatten. Viele wurden von den Flammen verletzt, zwei Frauen und auch verschiedenes Vieh kamen um. 387 Notleidende einschließlich Kindern und Mietsleuten waren vorhanden, wie Pastor E. H. Küker in den „Hannoverischen Anzeigen“ vom 27. April des Jahres mitteilte.
Ein weiterer verheerender Brand ereignete sich am 8. Juni 1852, der sechsundvierzig Wohnhäuser und neunundvierzig Nebengebäude in Asche legte.
Die zweite Besetzung durch die Franzosen erfolgte 1803 während der Napoleonischen Kriege.

### Eingemeindungen
Am 1. März 1974 wurden die Gemeinden Darrigsdorf, Erpensen, Gannerwinkel, Glüsingen, Kakerbeck, Lüben, Rade, Stöcken, Suderwittingen und Wollerstorf eingegliedert. Am selben Tag wurden die Gemeinden Eutzen, Hagen bei Knesebeck, Mahnburg, Vorhop und Wunderbüttel in die Gemeinde Knesebeck eingegliedert. Ebenso wurden Boitzenhagen, Plastau, Radenbeck, Schneflingen, Teschendorf und Zasenbeck in die Gemeinde Ohrdorf eingegliedert.
Schließlich kamen bereits am 1. April 1974 die neu gegliederten Gemeinden Knesebeck und Ohrdorf zur Stadt Wittingen.

### Einwohnerentwicklung
Nach dem Niedersächsischen Landesamt für Statistik wohnten 2005 in der Stadt Wittingen 12.291 Menschen in 3745 Gebäuden mit insgesamt 5399 Wohnungen bei einer durchschnittlichen Wohnfläche von 49,9 m² je Person. Seit Gründung der Einheitsgemeinde wuchs die Einwohnerzahl beständig, sowohl durch eine positive natürliche Bevölkerungsentwicklung als auch durch einen positiven Wanderungssaldo. 21,3 % der Bevölkerung waren 2005 unter 18 Jahre alt, 7,1 % zwischen 18 und 25, 27,0 % zwischen 25 und 45, 24,4 % zwischen 45 und 64, und 20,3 % waren 65 Jahre alt oder älter. Die Arbeitslosenquote lag bei durchschnittlich 11,3 % (Männer: 9,4 %, Frauen: 14,0 %). 2247 Menschen pendeln regelmäßig aus der Stadt heraus, 1745 herein.
Am 31. Dezember 2024 lag die Einwohnerzahl bei 11.136.

## Religion
Die evangelisch-lutherische St.-Stephanus-Kirche in der Stadtmitte ist die älteste Kirche in Wittingen. Ihre Kirchengemeinde gehört zum Kirchenkreis Wolfsburg-Wittingen innerhalb des Sprengels Lüneburg der Landeskirche Hannovers. Die Kirche besitzt eine rekonstruierte Orgel des Orgelbauers Johann Wilhelm Gloger mit zwei Manualen und Pedal.
Weitere evangelisch-lutherische Kirchen befinden sich in Wittinger Ortsteilen. Die St.-Gabriel-Kirche in Darrigsdorf wurde Ende des 14. Jahrhunderts als rechteckiger gotischer Feldsteinbau errichtet. Die 1235 erbaute Laurentius-Kirche wurde als Wehrkirche errichtet und ist eine Feldsteinkirche in Ohrdorf.
Die St.-Stephans-Kirche am Hindenburgwall ist eine Selbständige Evangelisch-Lutherische Kirche.
Die katholische Kirche Maria Königin, auch St. Marien genannt, ist die nördlichste Kirche im Dekanat Wolfsburg-Helmstedt. Sie wurde 1972 an der Schützenstraße errichtet, ausgeführt als Fertigteilkirche mit freistehendem Glockenturm. Zuvor bestand bereits seit 1953 eine Notkirche in der Celler Straße 12. Heute gehört zur Pfarrgemeinde auch die katholische Kirche in Wesendorf.
Die neuapostolische Gemeinde Wittingen wurde 2012 aufgelöst und der Gemeinde Hankensbüttel angeschlossen, das Kirchengebäude wurde verkauft. Der erste neuapostolische Gottesdienst in Wittingen fand 1926 in einem Hotel statt, 1975/76 wurde eine eigene Kirche in der Spörkenstraße 28 errichtet.

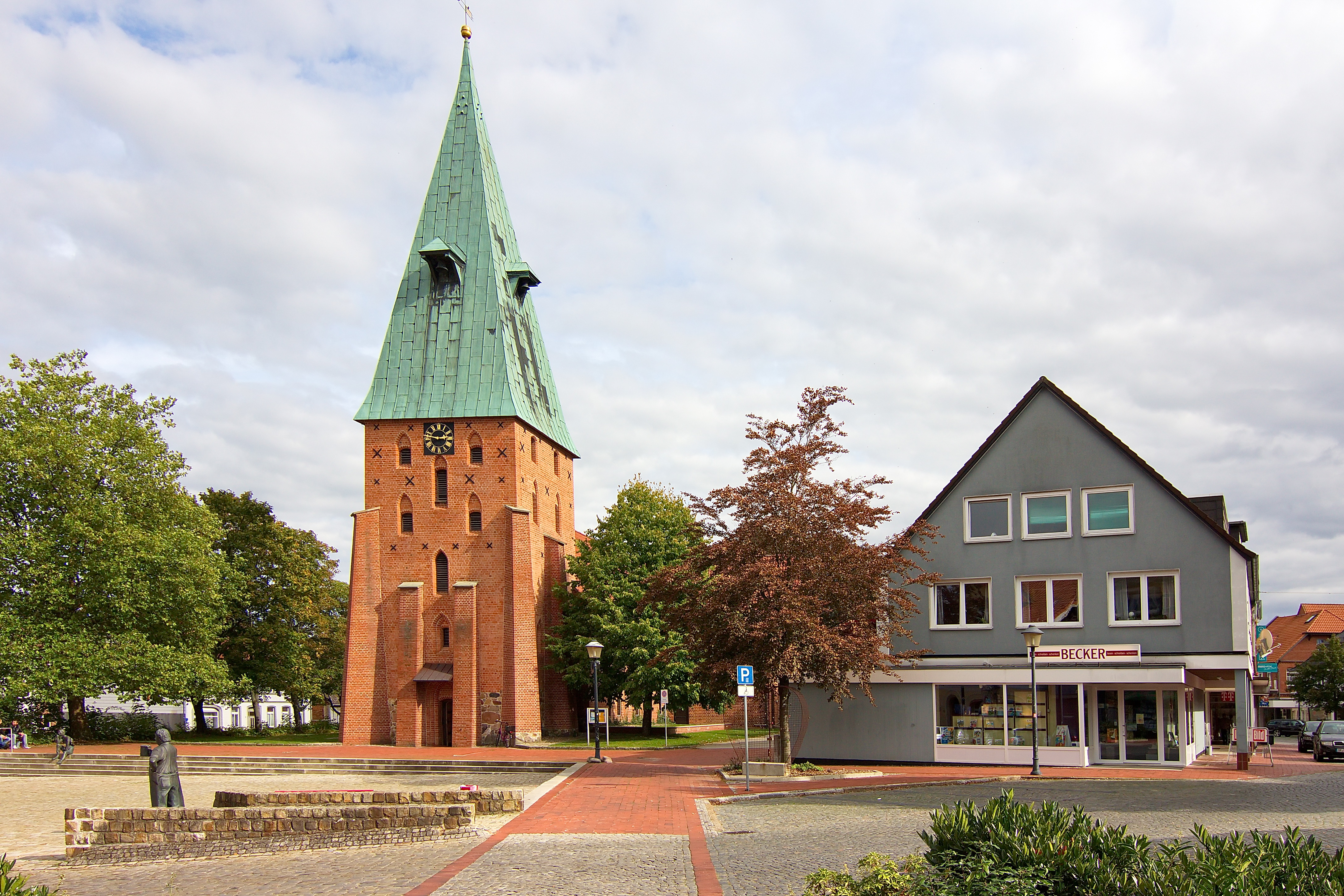
St.-Stephanus-Kirche
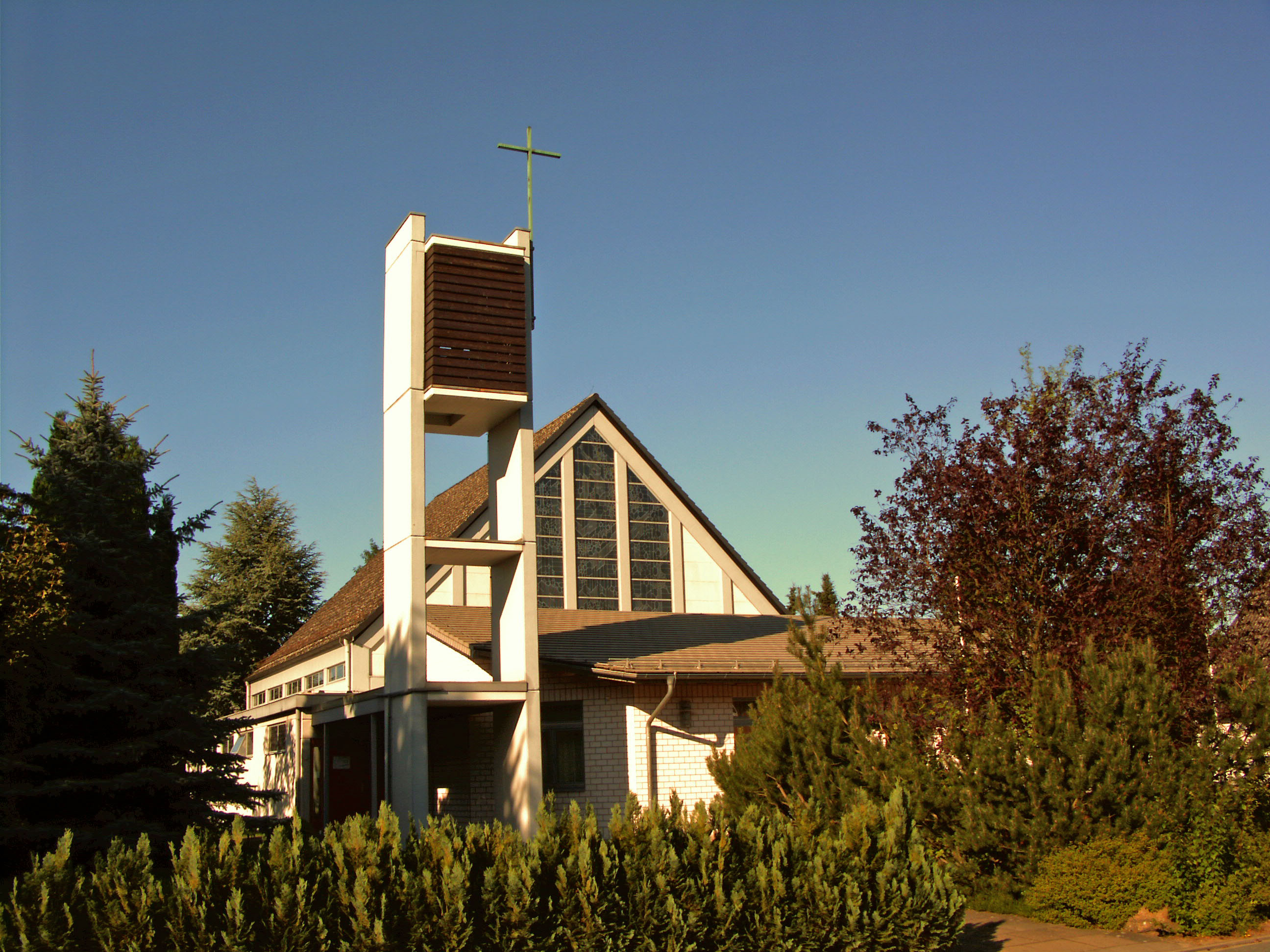
Kirche Maria Königin
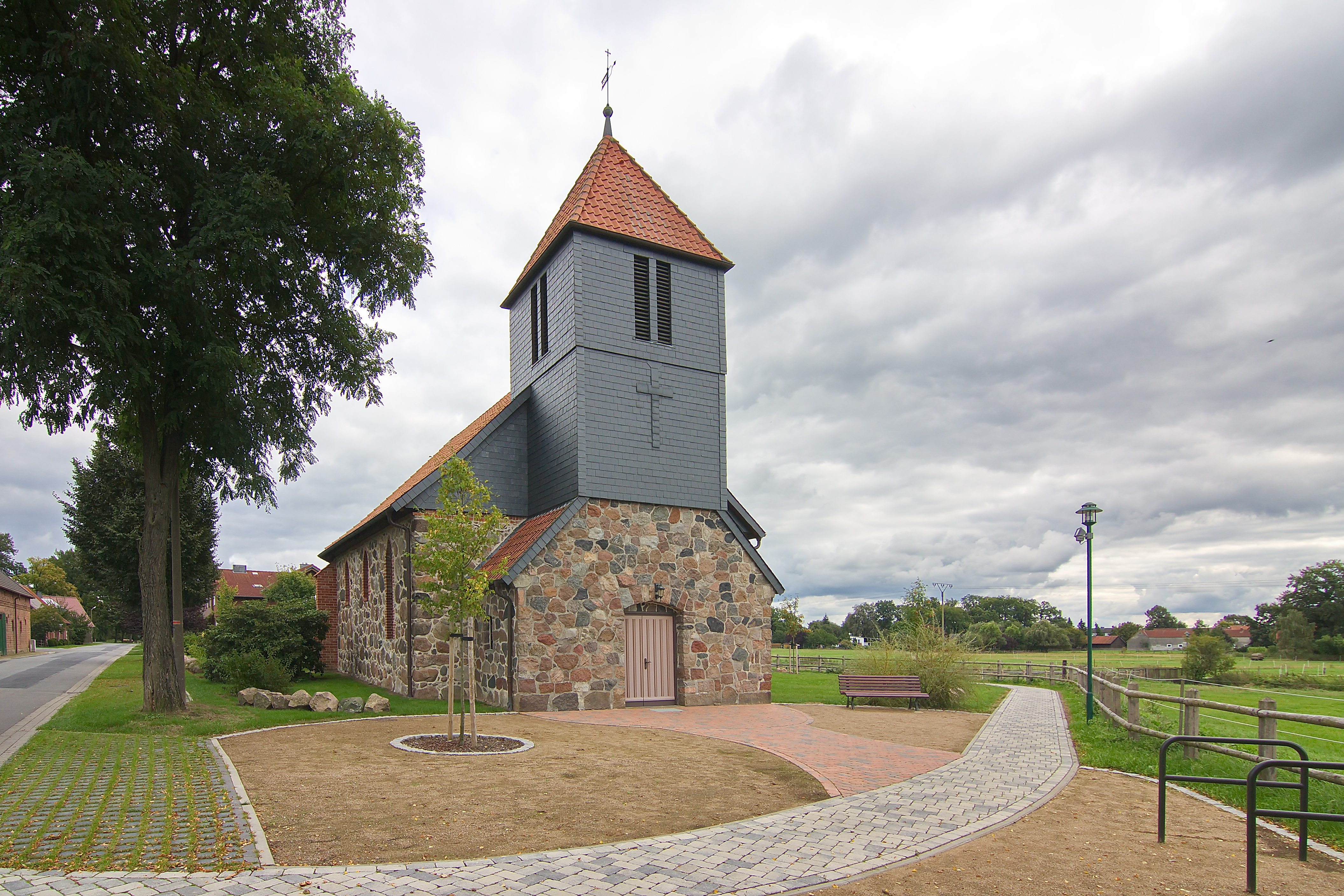
St.-Gabriel-Kirche in Darrigsdorf
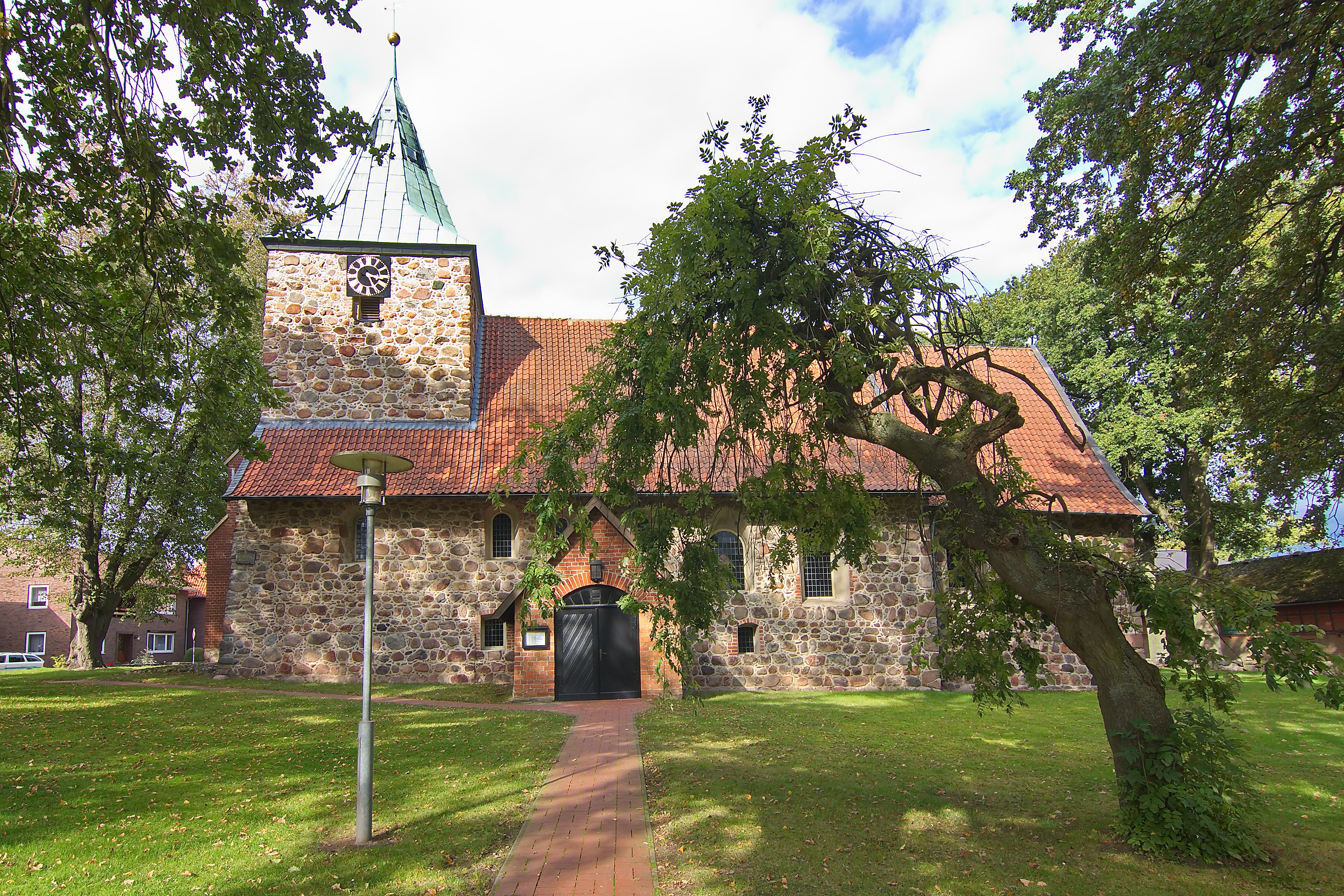
Laurentius-Kirche von 1235 in Ohrdorf

## Politik

### Verwaltungszugehörigkeit
In seiner Frühzeit gehörte Wittingen zu Brandenburg. Erst 1340 kam die Stadt zu Celle und damit zu den Welfen. Nach der Besetzung durch die Franzosen erfolgte 1810 eine neue Ämtereinteilung. Wittingen befand sich im Département Niederelbe im Königreich Westphalen und bildete den 5. Kanton mit 13 Kommunen. Wittingen gehörte von 1885 bis 1932 zum Landkreis Isenhagen, der dann im Landkreis Gifhorn aufging. Im Zuge der Gebiets- und Verwaltungsreformen schlossen sich 1974 die Samtgemeinden Wittingen, Knesebeck, Schneflingen und die Gemeinden Ohrdorf und Radenbeck zur neuen Stadt Wittingen zusammen. Bis zum 31. Januar 1978 gehörte Wittingen zum Regierungsbezirk Lüneburg, bis zum 31. Dezember 2004 dann zum Regierungsbezirk Braunschweig, der infolge einer Verwaltungsreform mit Ablauf dieses Datums aufgelöst wurde.

### Rat
Der Rat der Stadt Wittingen besteht aus 28 Ratsfrauen und Ratsherren. Dies ist die festgelegte Anzahl für eine Stadt mit einer Einwohnerzahl zwischen 11.001 und 12.000 Einwohnern. Die 28 Ratsmitglieder werden durch eine Kommunalwahl für jeweils fünf Jahre gewählt. Die aktuelle Amtszeit begann am 1. November 2016 und endet am 31. Oktober 2021.
Stimmberechtigt im Rat ist außerdem der hauptamtliche Bürgermeister Andreas Ritter (parteilos).
Die letzte Kommunalwahl vom 12. September 2021 ergab das folgende Ergebnis:
- CDU: neun Sitze
- FWG: sieben Sitze
- SPD: sechs Sitze
- Grüne: drei Sitze
- BA: zwei Sitze
- AfD: ein Sitz

Der AfD-Ratsherr Christoph Schmidt ist am 2. November 2022 ersatzlos aus dem Rat ausgeschieden. Damit besteht der Rat der Stadt Wittingen derzeit nur noch aus 27 Ratsfrauen und Ratsherren sowie dem hauptamtlichen Bürgermeister.

### Bürgermeister
- 1974–1985: Robert Leibelt
- 1985–1989: Paul Degenhardt
- 1990–1991: Wilfried Wolter
- 1991–1996: Lothar Schoss
- 1996–2001: Günther Schulze
- 2001–2002: Hans-Jürgen Schindler
- 2002–2019: Karl Ridder

Hauptamtlicher Bürgermeister der Stadt Wittingen ist seit 2019 Andreas Ritter (parteilos). In der Stichwahl am 2. Juni 2019 konnte er sich mit 60,83 % gegen die Kandidatin der Freien Wählervereinigung durchsetzen.

### Ortsrat
Der Ortsrat, der die Ortschaft Wittingen der gleichnamigen Stadt vertritt, setzt sich aus neun Mitgliedern zusammen. Die Ratsmitglieder werden durch eine Kommunalwahl für jeweils fünf Jahre gewählt.
Bei der Kommunalwahl 2021 ergab sich folgende Sitzverteilung:
| Ortsrat 2021Insgesamt 9 Sitze - SPD: 2 - Grüne: 1 - BA: 2 - FWG: 2 - CDU: 2 |

### Ortsbürgermeister
Ehrenamtlicher Ortsbürgermeister des Ortsteils Wittingen der gleichnamigen Stadt ist Lars Dreyer-Winkelmann (FWG).

### Wappen
Das Wappen der Stadt zeigt: In Gold eine torlose, rotgemauerte Burg, zwischen deren beiden Türmen ein rotgezungter blauer Löwe auf den Zinnen der Verbindungsmauer steht.

### Städtepartnerschaften
Wittingen unterhält mit vier Städten und Gemeinden eine Städtepartnerschaft bzw. -freundschaft:
- Bismark, Deutschland
- Koknese, Lettland
- St. Margarethen an der Raab, Österreich
- Wiesen, Österreich

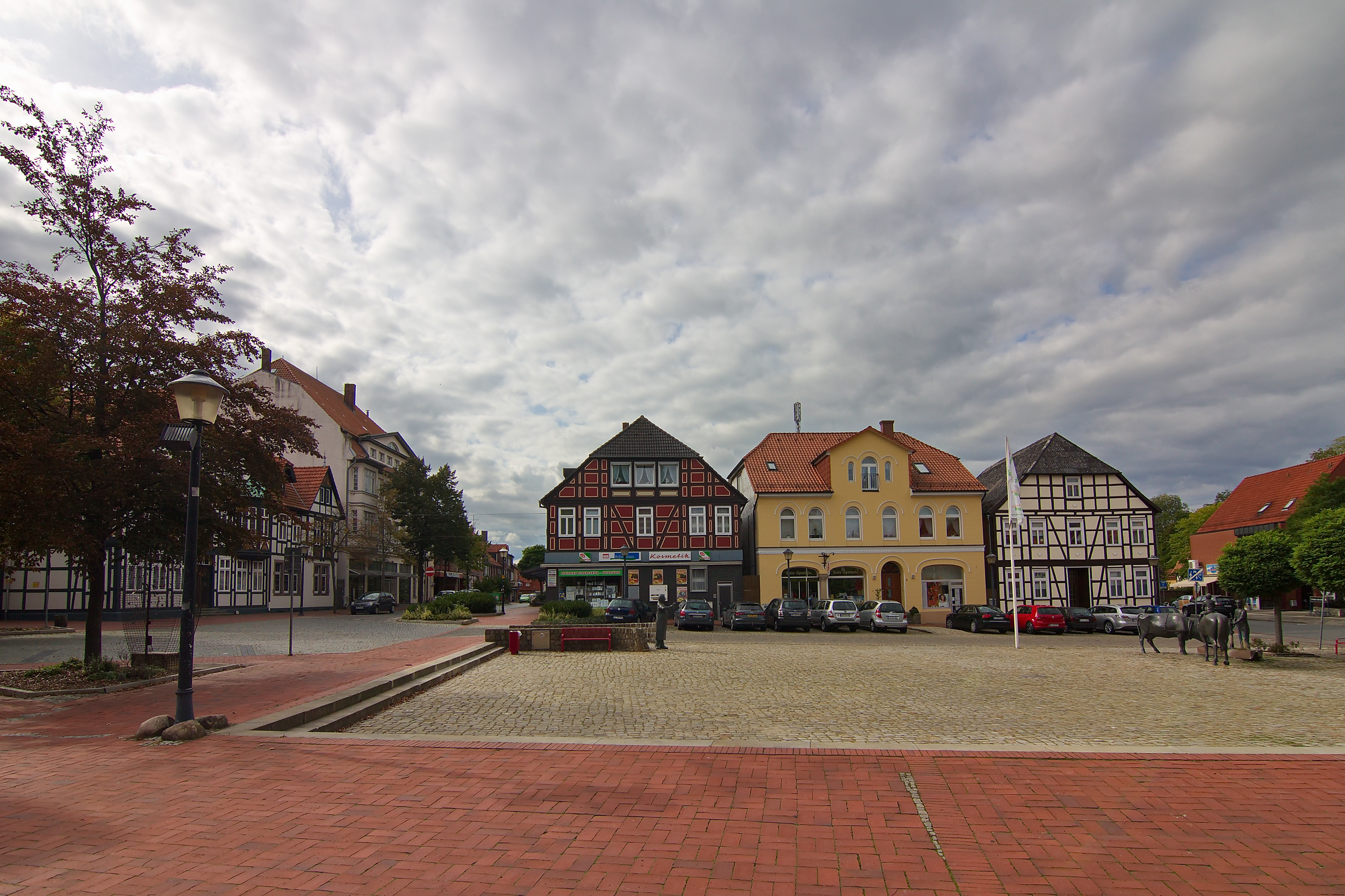
Am Markt in der Altstadt
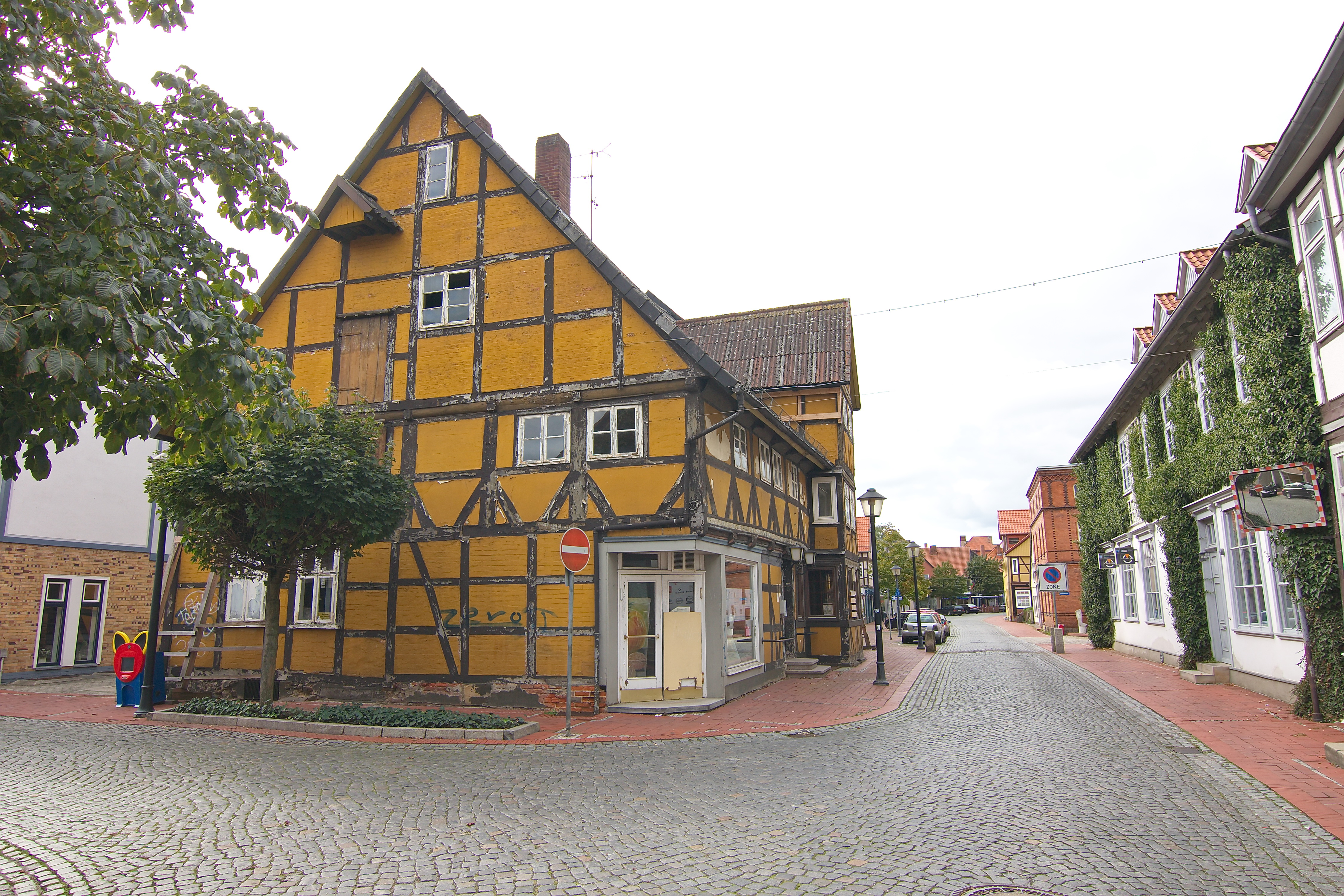
Baudenkmal Haus Kreyenberg von 1640
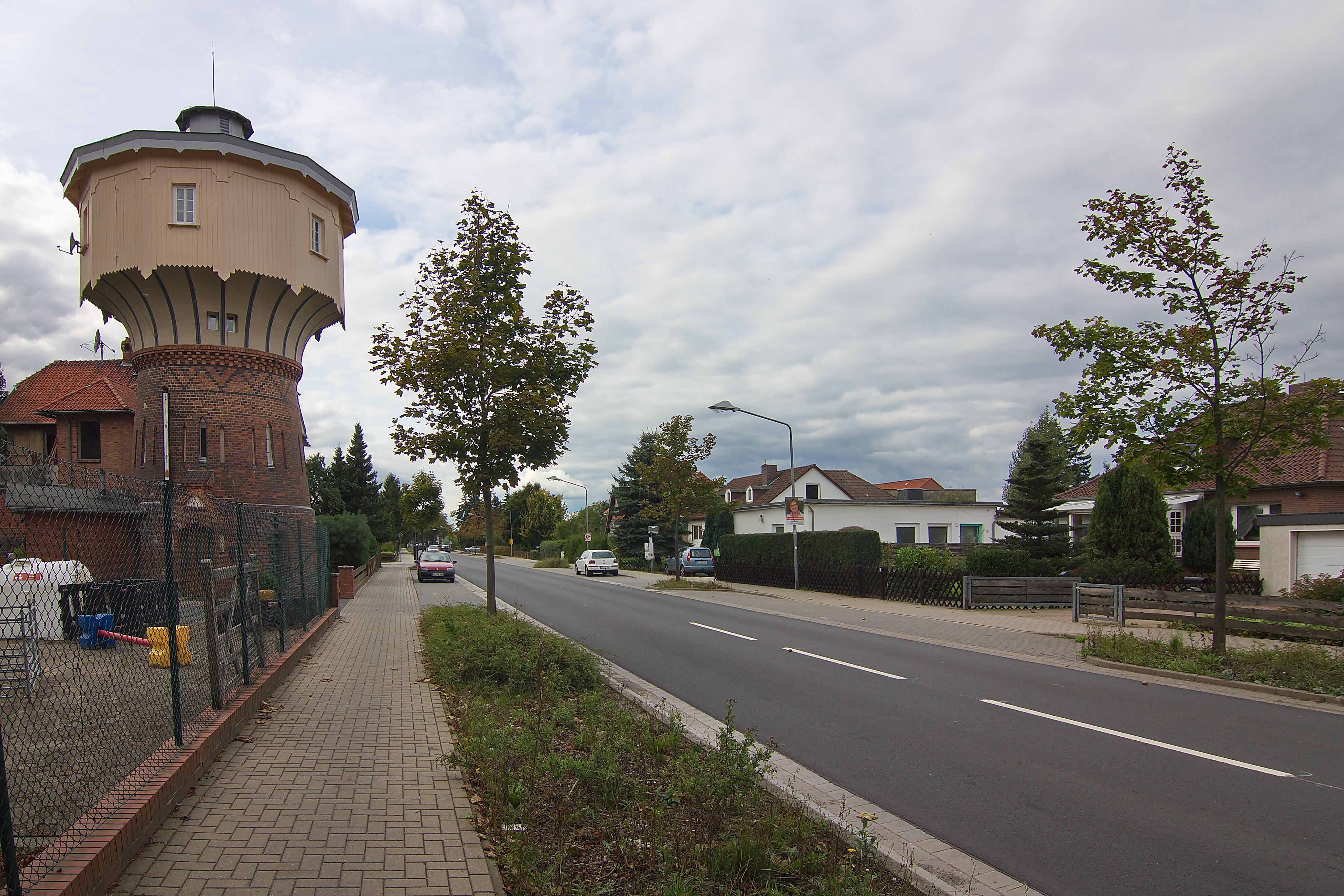
Celler Straße, Blickrichtung West
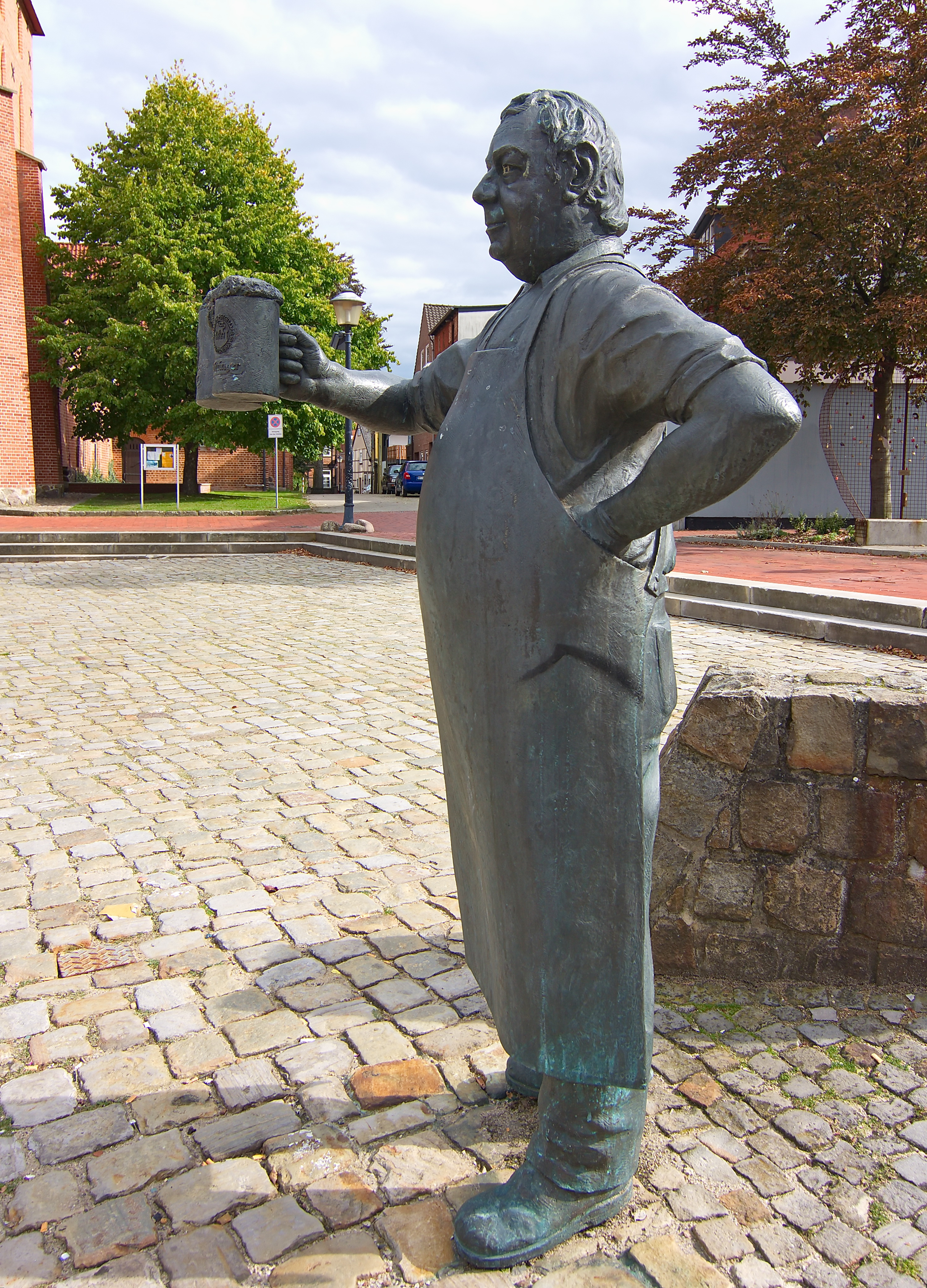
Skulptur Braumeister (1998 von Georg Arfmann)

## Vereine, Verbände und Organisationen

### Vereine
- Kulturverein Wittingen e. V.
- Schützengesellschaft der Stadt Wittingen e. V.
- Reit- u. Fahrverein Wittingen e. V.
- Ruderverein am Gymnasium Hankensbüttel e. V.
- VfL Wittingen-Suderwittingen e. V.
- Briefmarkenverein Wittingen e. V.
- Handels-, Gewerbe- und Verkehrsverein Wittingen e. V.
- Kleingartenverein Wittingen e. V.
- ADAC Wittingen e. V.
- Draisinenfreunde Wittingen e. V.

### Organisationen
- Freiwillige Feuerwehr Wittingen
- Deutsches Rotes Kreuz Wittingen

## Kultur und Sehenswürdigkeiten
- Der Junkerhof entstand 1528 als Gutshof der Adelsfamilie von dem Knesebeck, deren frühere Burg an dieser Stelle wegen ihrer Raubzüge um 1350 von herzoglichen Truppen zerstört worden war. Im Junkerhof befindet sich heute eine historische Ausstellung alltäglicher Gegenstände aus der Region.
- St.-Stephanus-Kirche am Markt
- Der Park Am Junkerhof ist ein zentral gelegener Park am Krankenhaus, mit einem Teich und einem Sportplatz.
- Der Park Am Schönungsteich ist in der Nachtweide gelegen, unweit des Rathauses, des Heldenhains und der Stadthalle.
- Burg Knesebeck im Ortsteil Knesebeck
- Dreikönigskapelle des Ortsteils Suderwittingen mit Glasmalereien und geätztem Überfangglas von Charles Crodel (Dreikönigstag 1969)
- Dorf Lüben mit Museum

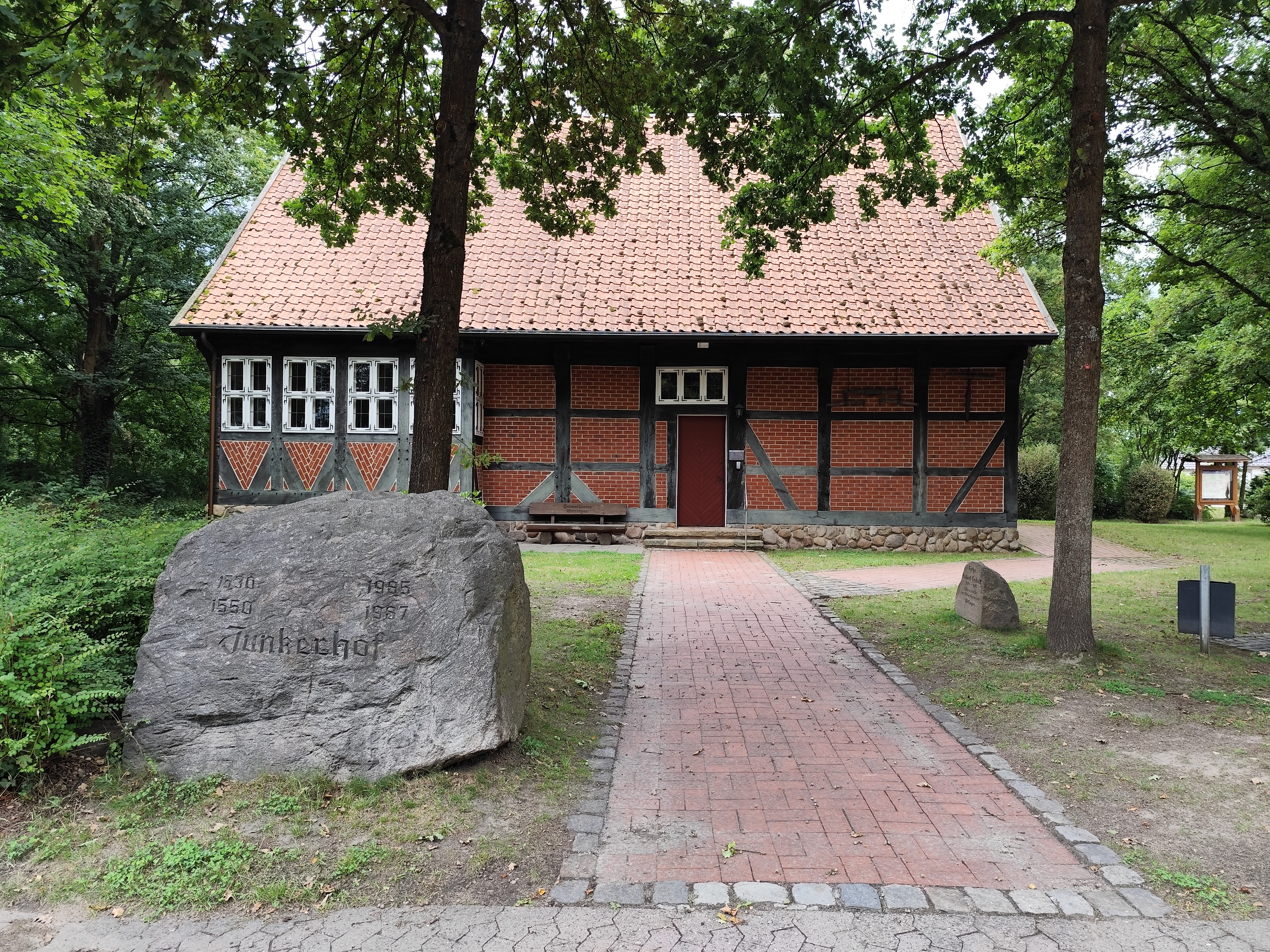
Der Junkerhof in Wittingen
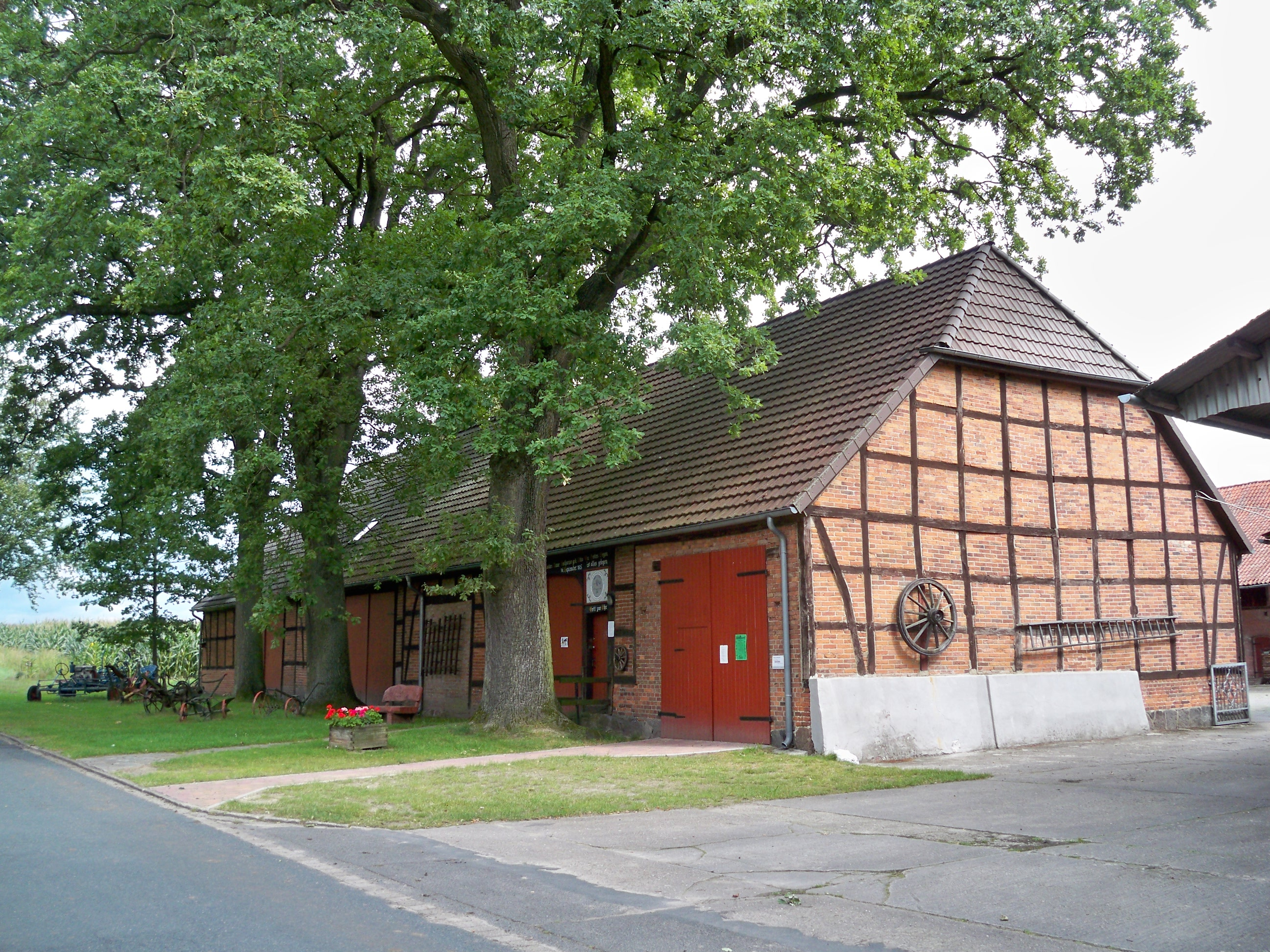
Museum im Ortsteil Lüben

## Wirtschaft und Infrastruktur

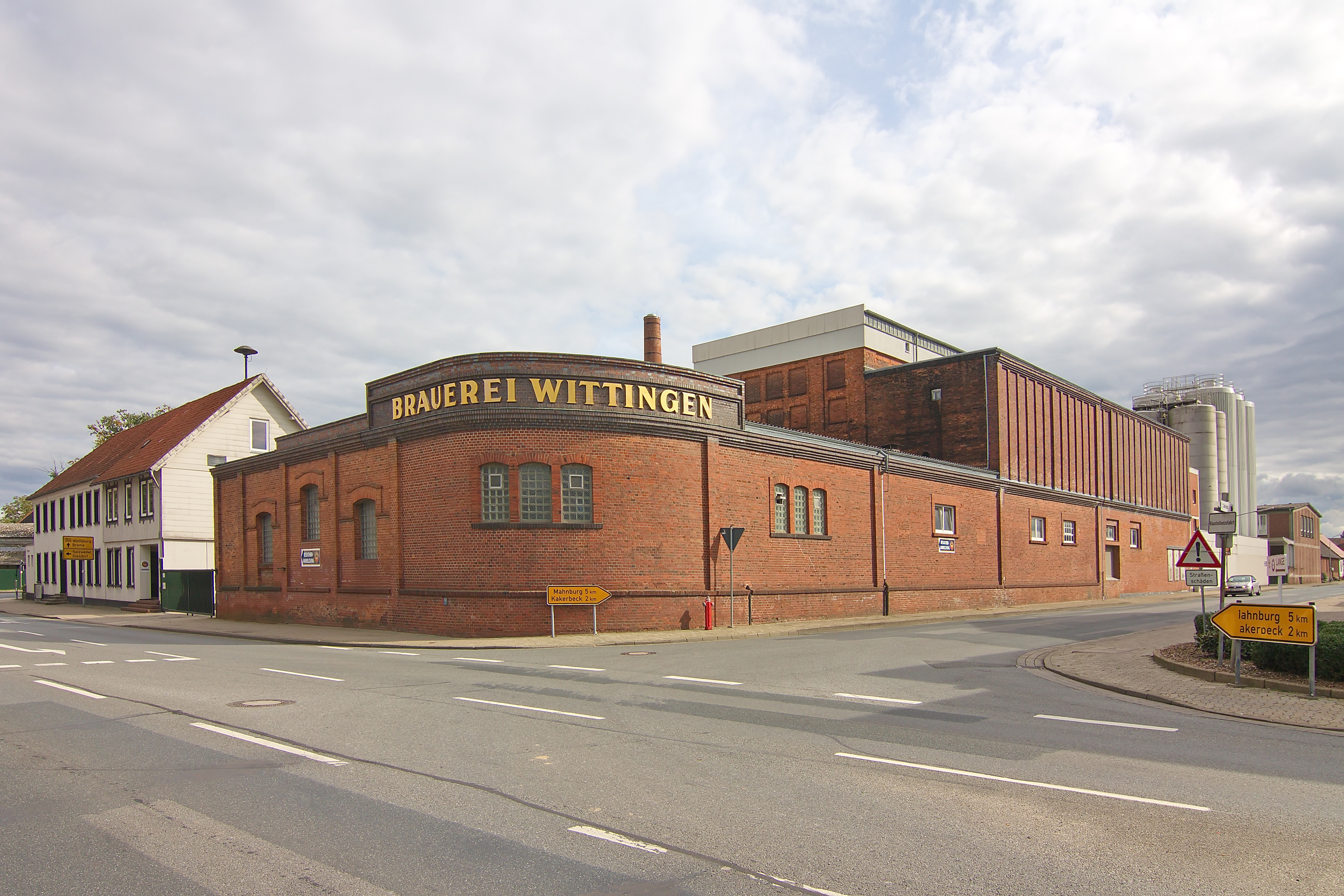
Brauerei Wittingen

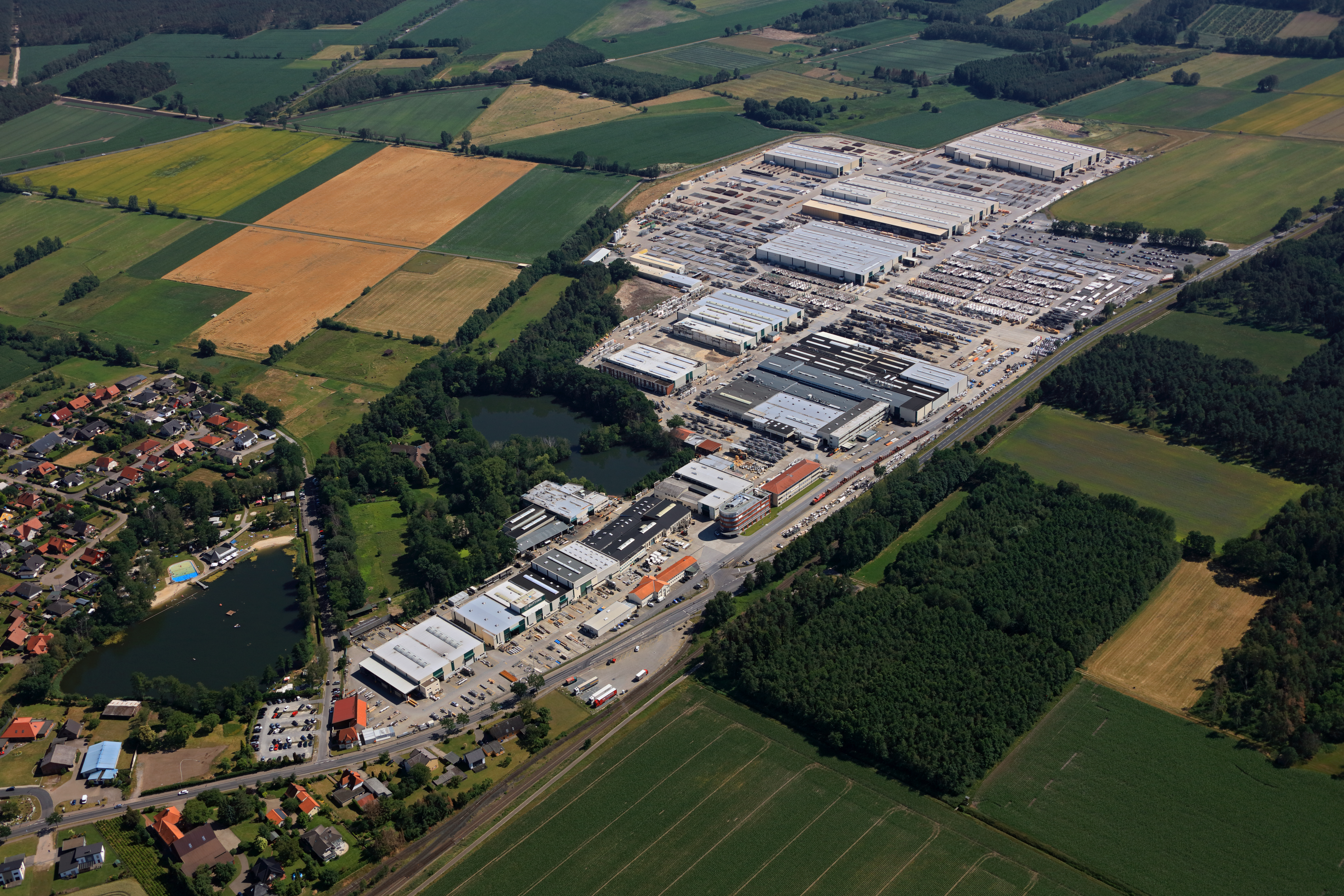
Firmensitz der Butting Gruppe in Knesebeck

### Unternehmen
- Die Privatbrauerei Wittingen produziert mit 100 Mitarbeitern ca. 365.000 hl Bier im Jahr.
- Die Helios Klinik Wittingen gehört seit September 2013 zur HELIOS-Kliniken-Gruppe.[15]
- Die H. Butting GmbH & Co. KG mit Stammwerk im Stadtteil Knesebeck ist einer der führenden Edelstahlverarbeiter Europas.
- Neef + Stumme premium printing GmbH & Co. KG, mittelständische Druckerei. Das 1892 von Karl Neef gegründete Unternehmen fusionierte 1978 mit der Druckerei Stumme aus Hamburg. 2022 wurde die Druckerei wegen Insolvenz geschlossen, zu diesem Zeitpunkt hatte der Betrieb 167 Beschäftigte.[16]
- Das Testgelände Ehra-Lessien befindet sich mit seinem Nordteil auf Wittinger Gebiet.
- Ein Werk der Emsland Group (Kartoffelverarbeitung)

### Verkehr
Die Bundesstraße 244 verläuft von West nach Südost durch Wittingen.

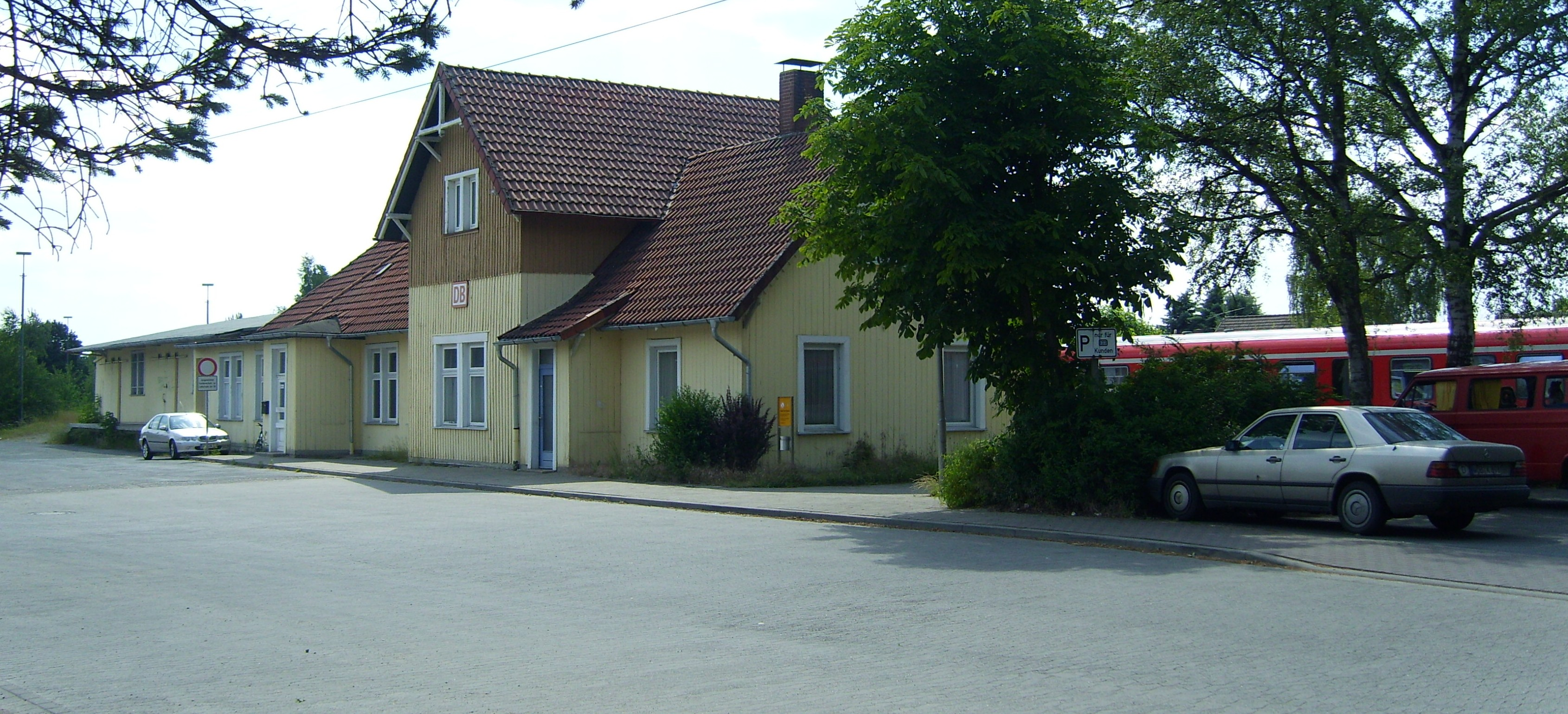
Bahnhof Wittingen

Der Bahnhof Wittingen liegt an der Bahnstrecke Wieren–Wittingen–Gifhorn–Braunschweig (Personenverkehr seit 2020 im Stundentakt zwischen Uelzen und Braunschweig) sowie der Kleinbahn Celle–Wittingen, die von den Osthannoverschen Eisenbahnen, kurz OHE, im Güterverkehr und als Museumsbahn betrieben wird.
1909 wurde die Bahnstrecke Wittingen–Oebisfelde der Kleinbahn Wittingen–Oebisfelde AG eröffnet. Bis 1945 fuhren ab dem Kleinbahnhof Wittingen-West Züge bis Oebisfelde (heute in Sachsen-Anhalt), bis 1974 nach Rühen. Diese Strecke ist nicht mehr in Betrieb und offiziell stillgelegt. Um 1990 gab es Überlegungen, die Strecke für eine schnelle Ost-West-Güterbahn (kürzeste Strecke Magdeburg–Hamburg) wieder zu beleben. Von 1909 bis 1945 bestand eine Verbindung der Altmärkischen Kleinbahn von Wittingen-West über den Haltepunkt Wittingen-Süd nach Diesdorf bzw. Beetzendorf in der Altmark.
Etwa 3,5 Kilometer westlich von Wittingen verläuft der Elbe-Seitenkanal. Dort befindet sich der Hafen Wittingen.

## Telefonvorwahlen
- Die 05831 ist die hauptsächlich genutzte Vorwahl für Wittingen.
- Die 05834 gilt in Knesebeck, Vorhop und Transvaal.
- Die 05836 gilt in Radenbeck und Zasenbeck.
- Die 05839 gilt in Ohrdorf.

## Sonstiges
Der Schriftsteller Hans Pleschinski schreibt in seinen Büchern Ostsucht und Bildnis eines Unsichtbaren über seine Jugend im deutsch-deutschen Grenzland. Dabei bezieht er sich in autobiografischen Passagen auf sein Leben in und um Wittingen.

## Persönlichkeiten

### Söhne und Töchter der Stadt
- Dorothea Balthasar (1764–1842)[17], Mutter von August Heinrich Hoffmann von Fallersleben
- Anna Forcke (1836–1904), Oberin
- Ludwig Stackmann (1850–1903), Landgerichtsrat
- Friedrich Spitta (1852–1924), Theologe
- Heinrich Lange (1861–1939), Handwerker und Politiker, Landtagsabgeordneter
- Alfred Hildebrandt (1870–1949), Luftfahrtpionier und Schriftsteller
- Friedrich Bartels (1877–1928), Schriftsteller und Dichter
- Hermann Link (1879–1964), Jurist
- Victor Oelkers (1881–1958), Senator, Bürgermeister, Landtagsabgeordneter
- Franz Barckhausen (1882–1956), Artilleriegeneral
- Walter Jankowsky (1890–1974), Anthropologe und Autor
- Hans Lüer (1890–1980), Chemiker, Straßenbauer und Erfinder
- Thilo Scheller (1897–1979), Herausgeber des Liederbuches des Reichsarbeitsdienstes
- Otto Krawehl (1901–um 1945), Kommunalpolitiker NSDAP
- Fritz Winkelmann (1909–1993), Rechtsanwalt, Bürgermeister in Wittingen, Landtagsabgeordneter
- Walter Torbrügge (1923–1994), Prähistoriker
- Hans Wittfoht (1924–2011), Bauingenieur
- Adolf Meyer (1929–2018), Buchhändler, Volksschullehrer, Schulrektor und Heimatforscher; geboren in Erpensen
- Ernst Kalm (* 1940), Agrarwissenschaftler und Hochschullehrer
- Wilfried Wolter (* 1948), Bürgermeister in Wittingen 1990–91, Landtagsabgeordneter
- Klara Butting (* 1959), evangelische Theologin
- Ralf Martin Meyer (* 1959), Polizeipräsident der Freien und Hansestadt Hamburg
- Astrid Frohloff (* 1962), Journalistin und Fernsehmoderatorin
- Bernd Fix (* 1962), Experte für Computersicherheit, Mitglied im Chaos Computer Club
- Lars Nieberg (* 1963), Springreiter
- Stephan Rother (* 1968), Historiker, Schriftsteller, Künstler und Komödiant
- Kerstin Tack (* 1968), Politikerin (SPD)
- Lars Drögemüller (* 1973), Handballspieler
- Christian Schroeder (* 1976), Politiker (Bündnis 90/Die Grünen)
- René Wegner (* 1983), Fußballspieler
- Kevin Schulze (* 1992), Fußballspieler

### Personen mit Bezug zur Stadt
- Philipp Spitta (1801–1859), lutherischer Theologe und Dichter, Superintendent in Wittingen 1847–1853
- Georg Friedrich Heinemann (1825–1899), Lehrer und Schriftsteller, in Wittingen verstorben
- Karl Söhle (1861–1947), Musikkritiker und Schriftsteller, 1883–1885 Lehrer in Wittingen
- Marion Lau (* 1947), Landtagsabgeordnete (SPD), 2001–2014 Landrätin des Landkreises Gifhorn, wohnte in Wittingen und war dort Lehrerin und Ratsfrau
- Hans Pleschinski (* 1956), Schriftsteller, wuchs in Wittingen auf
- Oliver Graf (* 1981), Kulturmanager und Schauspieler, wuchs in Knesebeck und Vorhop auf
- Max Langerhans (1851–1941), 1878–1888 Landarzt in Wittingen, niederdeutscher Schriftsteller; die Stadt benannte eine Straße nach ihm